# Bero elegans
Bero elegans är en fiskart som först beskrevs av Steindachner, 1881.  Bero elegans ingår i släktet Bero och familjen simpor. Inga underarter finns listade.